# Andalgalornis
Andalgalornis ist eine ausgestorbene Gattung aus der Familie der Phorusrhacidae („Terrorvögel“). Sie lebte im Oberen Miozän vor rund 9 bis 7 Millionen Jahren, kam aber möglicherweise noch bis in das Untere Pliozän vor. Funde stammen aus dem südlichen Teil Südamerikas. Bedeutend ist ein Teilskelett mit Schädel und Wirbelsäule, das in den 1920er Jahren in der Andalhualá-Formation im nördlichen Argentinien geborgen wurde. Einige Beinknochen aus weiter östlich gelegenen Fundregionen können eventuell ebenfalls der Gattung zugerechnet werden. Die Fossilreste verweisen auf ein Tier von etwa 1,4 m Gesamthöhe, das wie alle Vertreter der Phorusrhacidae einen außerordentlich großen Kopf mit hakenartig spitz zulaufender und gebogener Schnabelspitze besaß. Die Halsmuskulatur war gut entwickelt und ermöglichte kraftvolle Auf- und Abwärtsbewegungen, was wohl bei der Jagd auf Beutetiere eingesetzt wurde. Die wissenschaftliche Benennung der Gattung erfolgte im Jahr 1960. In der Regel ist nur eine Art anerkannt, deren genaue Bezeichnung je nach Auffassung aber unterschiedlich lautet.

## Merkmale

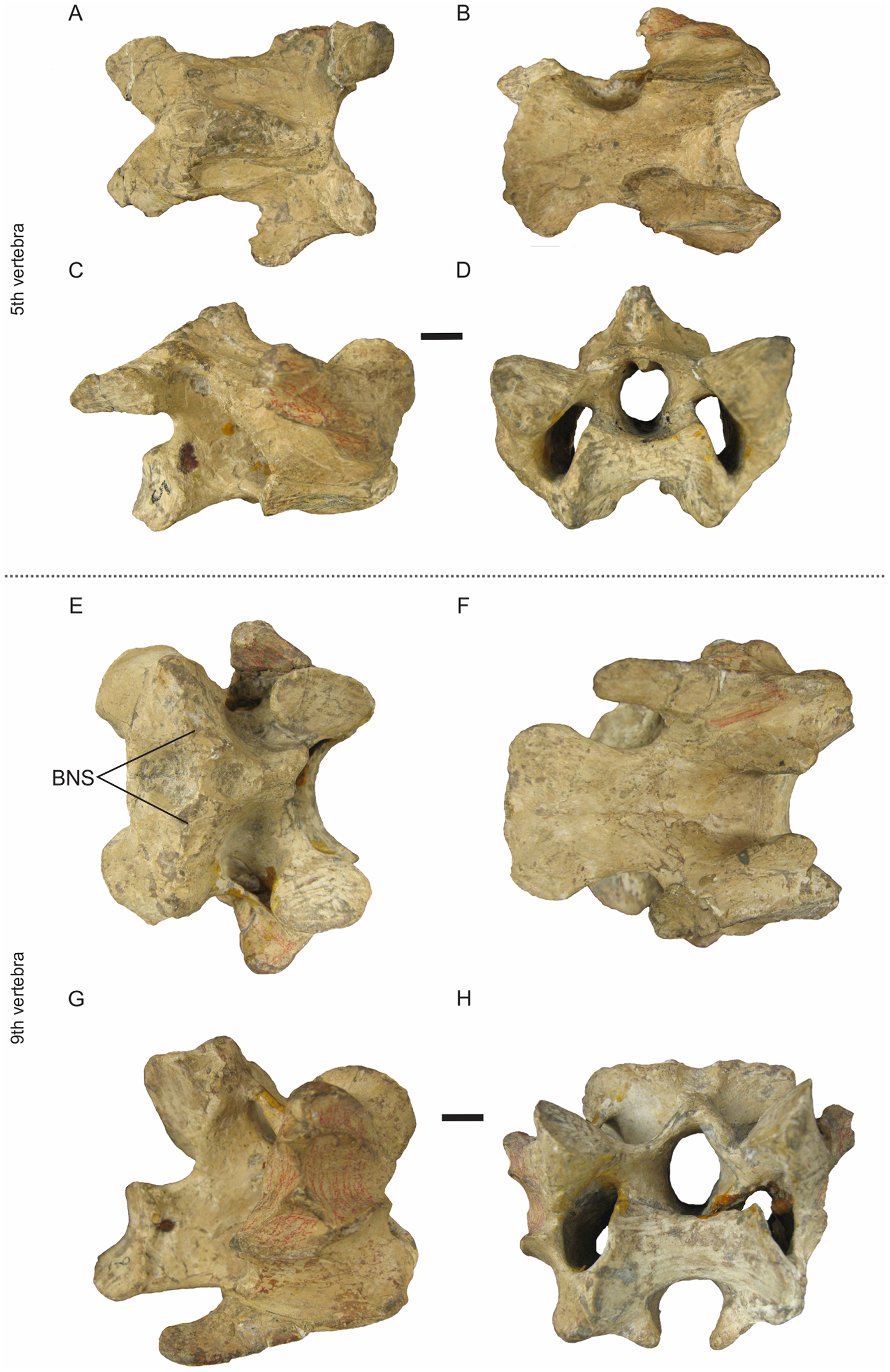
Halswirbel 5 und 9 von Andalgalornis

Andalgalornis ist ein mittelgroßer Vertreter der Phorusrhacidae. Es liegt ein Teilskelett vor, das den Schädel und den Unterkiefer sowie Teile der Wirbelsäule und das Becken einschließt. Hinzu kommen einige Fragmente der Beinknochen, die aber isoliert vorliegen und deren Zugehörigkeit zur Gattung nicht eindeutig ist. Der Schädel erreichte eine Gesamtlänge von 38,5 cm, an der Basis war er 14,0 cm breit. Der Oberschnabel mit seinem für die Phorusrhacidae typischen nach unten gebogenen spitzen Ende maß 13,0 cm in der Höhe. Insgesamt war er proportional höher als beim nahe verwandten Patagornis. Außerdem verlief die Oberkante im Bereich der äußeren Nasenöffnungen weniger deutlich nach außen gewölbt. Der vordere Rand des Fenestra antorbitalis hatte einen geraden und vertikalen Verlauf. Allgemein war diese Öffnung aber eher oval und nicht triangulär gestaltet. Am Hinterhauptsbein trat oberhalb des Foramen magnum ein senkrecht verlaufender Wulst auf. Zudem reichte der Processus paroccipitalis deutlich weiter abwärts als bei Patagornis. Im Vergleich zu dieser Gattung berührten sich die Stangen des Tränenbeins und des Jochbeins weiter vorn. Die Jochbeinstange war des Weiteren länger und im hinteren Bereich schräger orientiert. Das Quadratbein zeigte sich verhältnismäßig größer und stärker nach hinten geneigt als bei Patagornis. Der Unterkiefer wurde 34,0 cm lang. Typisch für die Verwandtschaft um Patagornis war die Symphyse am vorderen Ende stark ausgedehnt und nahm mit einer Länge von 11,5 cm gut ein Drittel des gesamten Unterkiefers ein. Die vordere Spitze richtete sich deutlicher nach oben als bei Patagornis. Darüber hinaus dehnte sich die seitliche Öffnung bei Andalgalornis stärker in der Länge aus, war aber niedriger gestaltet.
Die Wirbelsäule ist nahezu vollständig im Bereich vor dem Synsacrum überliefert. Sie setzt sich aus elf Halswirbeln, wobei der Atlas nicht erhalten ist, zwei Übergangswirbeln und vier Rückenwirbeln zusammen. Die Halswirbel waren robuster als jene von Patagornis. Die hintere Hälfte ab dem siebenten Halswirbel besaß zweigeteilte Dornfortsätze, die ab dem zehnten zusätzlich hoch wurden. Am Becken war der Darmbeinkamm durchgehend ausgebildet und nicht wie bei Patagornis oder Mesembriornis auf Höhe der Hüftgelenkspfanne unterbrochen. Dadurch entstand bei Andalgalornis in diesem Bereich eine Erhöhung, die bei den anderen beiden Gattungen fehlt. Ein bei Mesembriornis vorkommender schräg vom seitlichen Darmbeinkamm wegführender Kamm war bei Andalgalornis schwach entwickelt und nur an seinem hinteren Ende am Rand des Sitzbeinlochs erhöht. Als einziger Gliedmaßenknochen ist eine erste Phalanx des vierten Zehenstrahls vollständig erhalten. Sie besaß eine Länge von 4,2 cm und eine maximale Breite am körpernahen Gelenkende von 2,2 cm.

## Fossilfunde
Das Hauptfundmaterial von Andalgalornis stammt mit einem Teilskelett aus der Region Chiquimil im Tal des Río Santa María in der argentinischen Provinz Catamarca. Es umfasst den Schädel einschließlich Unterkiefer, einen größeren Teil der Wirbelsäule sowie das Becken und einzelne Rippen. Die Funde wurden im Jahr 1926 im Rahmen einer Expedition des Field Museum nach Südamerika unter Leitung von Elmar S. Riggs geborgen. Die Gesteinseinheit, welche die Fossilien erbrachte, trug ursprünglich die provisorische Bezeichnung „Andalgalá-Formation“ und gehörte zeitlich dem sogenannten „Mesopotamiense“ an, was aus heutiger Sicht weitgehend dem Oberen Miozän entspricht (lokalstratigraphisch Huayquerium) mit einem Zeitraum von vor etwa 9 bis 6,8 Millionen Jahren. Nach einer geologischen Revision der stratigraphischen Abfolge der Region werden die Funde von Andalgalornis heute der Andalhualá-Formation als oberste Einheit der Santa-María-Gruppe zugewiesen. Die Umbenennung wurde teilweise erforderlich, da in der Umgebung von Andalgalá im Departamento Belén von Catamarca keine Aufschlüsse dieser Zeitstellung vorliegen, im geographisch näher gelegenen Andalhualá im Departamento Santa María in der gleichen Provinz jedoch schon. Die Gesteinseinheit erreicht eine Mächtigkeit von 1200 m und besteht aus mittel- bis grobkörnigem, teils kreuzgeschichtetem Sandstein und Konglomeraten, in die verschiedene Paläoböden und vulkanische Tufflagen eingeschaltet sind. An einem der basalen Tuffe konnte ein absolutes radiometrisches Alter von 7,14 Millionen Jahren vor heute gewonnen werden. Weitere potenzielle Funde der Gattung liegen räumlich getrennt davon aus Aufschlüssen des Río Paraná in der argentinischen Provinz Entre Ríos vor. Sie sind dem Conglomerado osífero zuzuweisen, welcher den unteren Teil der Ituzaingó-Formation bildet. Es handelt sich hierbei um die unteren Gelenkenden des Tibiotarsus und des Tarsometatarsus. Hinzu kommen noch ein erstes Zehenglied und ein unteres Ende des Oberschenkelknochens, deren genaue Fundpositionen aber nicht eindeutig sind. Alle Reste besitzen ebenfalls ein obermiozänes Alter. Während aus der Andalhualá-Formation zusätzlich Fossilreste von Procariama berichtet wurden, gehörte zur Paläofauna der Ituzaingó-Formation auch Devincenzia. Ersterer ist ein eher kleinerer, letzterer ein sehr großer Vertreter der „Terrorvögel“.

## Paläobiologie

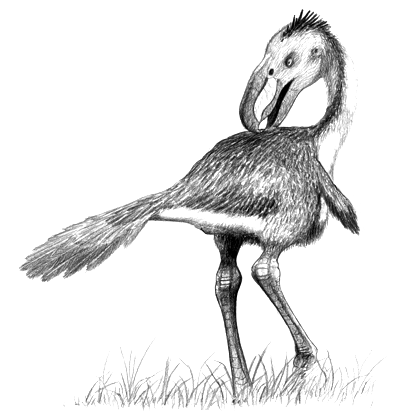
Lebendrekonstruktion von Andalgalornis

Die Gesamthöhe von Andalgalornis wird mit etwa 140 bis 150 cm angegeben. Die nur bruchstückhaft vorliegenden Beinknochen sind vergleichbar mit jenen der heutigen Nandus (Rhea), im Durchmesser aber rund 15 % größer. Die Rückenhöhe entsprach dadurch mit 90 bis 100 cm weitgehend jener des rezenten Großen Nandus, das Körpergewicht lag bei Andalgalornis mit schätzungsweise 45 bis 50 kg aber deutlich höher.
Die nahezu vollständig überlieferte Halswirbelsäule von Andalgalornis formt die für die Vögel typische S-Schwingung des Halses. Die im hinteren Abschnitt ausgeprägte Zweiteilung der Dornfortsätze und deren markante Höhe sprechen für kräftige Sehnen, die wiederum eine ausgesprochen massige Halsmuskulatur annehmen lassen. Vermutlich war es Andalgalornis dadurch möglich, nicht nur den außerordentlich großen Kopf im normalen Stand zu tragen, sondern zudem schnelle Auf- und Abwärtsbewegungen durchzuführen. Dies wird auch durch die seitlich stark geschmälerte Schädelstruktur unterstützt, die ebenso vertikalen Bewegungsansprüchen standhielt. Dem gegenüber war der Schädel aber weniger gut für seitliche Scherkräfte ausgelegt. Die an der Schnabelspitze erzeugten Beißkräfte betrugen 133 N, was gut 2,7-mal so viel ist wie beim Andenbussard mit rund 3 kg oder gut doppelt so viel wie beim Königsgeier mit etwa 3,5 kg Körpergewicht. Der Wert entspricht außerdem in etwa denen des Jaguarundi oder des Argentinischen Kampfuchses, die beide aber nur ein Sechstel bis ein Achtel des Körpergewichts von Andalgalornis erreichen. Die deutlich geringere Beißkraft des „Terrorvogels“ im Vergleich zu Säugetieren ist dem größeren Abstand zwischen dem Schädel-Unterkiefer-Gelenk und der Schnabelspitze zuzuschreiben. Es ist zu vermuten, dass Andalalgornis aufgrund der mechanischen Eigenschaften von Hals und Schädel seine Beute mit kräftig geführten senkrechten Schlägen des Kopfes erlegte. Vermutlich war er auf kleinere und weniger stark zappelnde Beutetiere spezialisiert oder tötete größere mit mehreren präzise geführten Kopfhieben. Für ersteres sprechen einzelne eiförmige, rund 3,1 bis 4,0 cm große Gewöllefunde aus der Andalhualá-Formation, welche Überreste von Trugratten und Wühlern, bestehend aus Kieferfragmenten, isolierten Zähnen, Gehörknöchelchen, Wirbeln, Langknochenfragmenten sowie Fußknochen, enthielten und die möglicherweise Nahrungsreste von „Terrorvögeln“ darstellen.

## Systematik
Andalgalornis ist eine Gattung aus der ausgestorbenen Familie der Phorusrhacidae, die umgangssprachlich auch die Bezeichnung „Terrorvögel“ trägt. Die Gruppe umfasst mittelgroße bis große, zumeist bodenlebende Vögel mit überwiegend räuberischer Ernährungsweise. Letzteres zeigen das hakenförmig nach unten gebogene, spitze Ende des Schnabels und die greifvogelartig gestalteten Krallen an. Die Phorusrhaciden gehören in das unmittelbare Verwandtschaftsumfeld der heutigen Seriemas, die die offenen Landschaften Südamerikas bewohnen. Die Familie entstand im Verlauf des Eozäns, der Ursprung liegt vermutlich ebenfalls in Südamerika. Einige ältere Funde aus Antarktika galten anfänglich auch den „Terrorvögeln“ zugehörig, werden heute aber häufig anderen Vogelgruppen zugesprochen. Im Verlauf des Pliozäns erreichten die Phorusrhaciden zusätzlich Nordamerika, wo sie mit Titanis präsent waren. Die jüngsten bisher bekannten Funde kamen in Uruguay zu Tage und datieren in das ausgehende Pleistozän.
In der Regel wird Andalgalornis innerhalb der Phorusrhaciden der Unterfamilie der Patagornithinae zugeordnet, die in älterer Literatur teilweise auch unter der Synonymbezeichnung der Tolmidinae bekannt ist. Der nähere Verwandtschaftskreis besteht dadurch aus Gattungen wie Patagornis und Andrewsornis. Als generelle Kennzeichen der Patagornithinae werden ihr graziler und im Vergleich zu den großen Angehörigen der Phorusrhacidae kleinerer Körperbau sowie die lang gestreckte Symphyse des Unterkiefers und die schlanken hinteren Gliedmaßen angeführt. Bei letzteren erreicht der Tarsometatarsus rund 70 % der Länge des Tibiotarsus. Die Unterteilung der großen „Terrorvögel“ in verschiedene Unterfamilien wie die Physornithinae (Brontornithinae), die Phorusrhacinae und die Patagornithinae wird aber in einigen jüngeren phylogenetischen Untersuchungen in Frage gestellt. In einer Analyse aus dem Jahr 2015 ergab sich eine generelle Zweiteilung der Phorusrhaciden in eine kleine und eine große Formengruppe. Beide bilden jeweils eine in sich geschlossene Einheit. Die Gruppe der großen Phorusrhaciden schließt hierbei Mitglieder mit einem Gewicht von über 70 kg ein. Als gemeinsame Gruppe erhielt sie vorläufig die Bezeichnung als „echte Terrorvögel“. Ihr gegenüber wurde die Gemeinschaft der eher kleinwüchsigen Vertreter unter dem vorläufigen Terminus der „Psilopterines“ vereint, wobei hier eine Trennung in die Unterfamilien der Psilopterinae und der Mesembriornithinae erfolgte. Ihren Mitgliedern werden zum Teil noch gewisse Flugeigenschaften zugesprochen. Diese prinzipielle Zweiteilung konnte auch in späteren Studien nachvollzogen werden, ein Übersichtswerk aus dem Jahr 2017 ordnete dann alle größeren Formen der „Terrorvögel“ der Unterfamilie der Phorusrhacinae zu. Eine weitere Untersuchung aus dem Jahr 2024 trennte hiervon jedoch die Patagornithinae und die Physornithinae erneut ab.
Die wissenschaftliche Erstbeschreibung von Andalgalornis erfolgte im Jahr 1960 durch Bryan Patterson und Jorge Lucas Kraglievich. Sie beruht auf den Funden der Expedition, die das Field Museum Mitte der 1920er Jahre nach Südamerika unternommen und dabei in der Region Chiquimil in der argentinischen Provinz Catamarca entdeckt hatte. Das Typusmaterial besteht dadurch aus dem Teilskelett aus der Andalhualá-Formation (Exemplarnummer FMNH-P14357). Der Gattungsname bezieht sich auf die ursprüngliche Annahme der geologischen Zugehörigkeit der Funde zur sogenannten „Andalgalá-Formation“. Als Nominatform benannten Patterson und Kraglievich die Art A. ferox, welche sich auf das Teilskelett bezieht. Gleichzeitig führten sie mit A. steulleti und A. deautieri zwei Arten über, die Kraglievichs Vater Lucas Kraglievich bereits im Jahr 1931 unter Zuweisung zu Phorusrhacos etabliert hatte. Erstere basierte auf einem Zehenglied, letztere auf einem distalen Oberschenkelfragment. Beide Funde entstammen den Aufschlüssen des Río Paraná in der argentinischen Provinz Entre Ríos. Demnach würde die Gattung Andalgalornis drei Arten beinhalten. Bereits sieben Jahre später reduzierte Pierce Brodkorb die Anzahl auf zwei, indem er die beiden von Lucas Kraglievich 1931 postulierten Arten in A. steulleti vereinte. In einer umfassenden Studie aus dem Jahr 2003 synonymisierten dann Herculano M. F. Alvarenga und Elizabeth Höfling aber alle Arten unter A. steulleti, welche gemäß der Prioritätsregel durch Erstnennung Vorrang hat. Die Auffassung wurde nachfolgend mehrfach übernommen. Allerdings sah dies Federico Agnolín im Jahr 2009 anders. Er schloss Kraglievichs Arten aus Andalgalornis aus und stufte sie als Vertreter der Phorusrhacidae mit unsicherer Stellung ein. Dadurch verblieb lediglich A. ferox als einzig anerkannte Art innerhalb der Gattung. Während das Artepitheton ferox für lateinisch „wild“ steht, bezieht sich steulleti auf den argentinischen Amateur-Ornithologen Alfredo Steullet, deautieri ehrt wiederum den Zoologen Enrique Deautier.